# Frank Albers
Frank Albers (Schoten, 1960) is een Belgisch schrijver en filosoof. Hij is docent aan de Universiteit Antwerpen. 

## Biografie
Albers studeerde filosofie aan de Rijksuniversiteit Gent en literatuurwetenschappen aan de universiteit van Oxford. Hij promoveerde in 1996 aan de Harvard-universiteit met een scriptie over het utopisch denken van Jean-Jacques Rousseau en Ralph Waldo Emerson.
Hij debuteerde als prozaschrijver in 1982 met de novelle Angst van een sneeuwman, waarvoor hij de Yangprijs ontving. In 2007 reisde hij door de Verenigde Staten in het spoor van Jack Kerouacs cultroman On the Road, en schreef daarover het literaire reisessay Beatland.
Zijn dystopische roman Caravantis uit 2004 haalde de Libris-longlist.
Van 1998 tot 2000 vormde hij samen met Bernard Dewulf de hoofdredactie van het Nieuw Wereldtijdschrift. Van 2000 tot 2005 was Albers chef van de Standaard der Letteren, het boekenkatern van de krant De Standaard.
Albers doceert Amerikaanse cultuur, Shakespeare en Cultuurfilosofie aan de Universiteit Antwerpen en Sint Lucas Antwerpen. Hij vertaalde ook enkele werken van William Shakespeare voor Het Nationale Toneel in Den Haag.
Frank Albers is getrouwd met illustrator An Candaele. Zij hebben samen twee kinderen.
Gebruikt pseudoniem: Silvius Franck.

## Publicaties
- Angst van de sneeuwman (1982), novelle
- Beatland (2007), literair reisessay
- Caravantis (2014), roman

- Bibliothèque nationale de France: cb170048218 (data)
- Digitale Bibliotheek voor de Nederlandse Letteren: albe005
- Gemeinsame Normdatei: 171947231
- International Standard Name Identifier: 0000 0001 2036 0773
- Library of Congress Control Number: no2002021825
- Nationale Bibliotheek van Israël: 987010311655305171
- Nederlandse Thesaurus van Auteursnamen: 068567480
- Système universitaire de documentation: 197942237
- Virtual International Authority File: 166998603
- WorldCat: E39PBJpjhDGFHQ9CvKrQTBWFKd